# Liga de Suabia

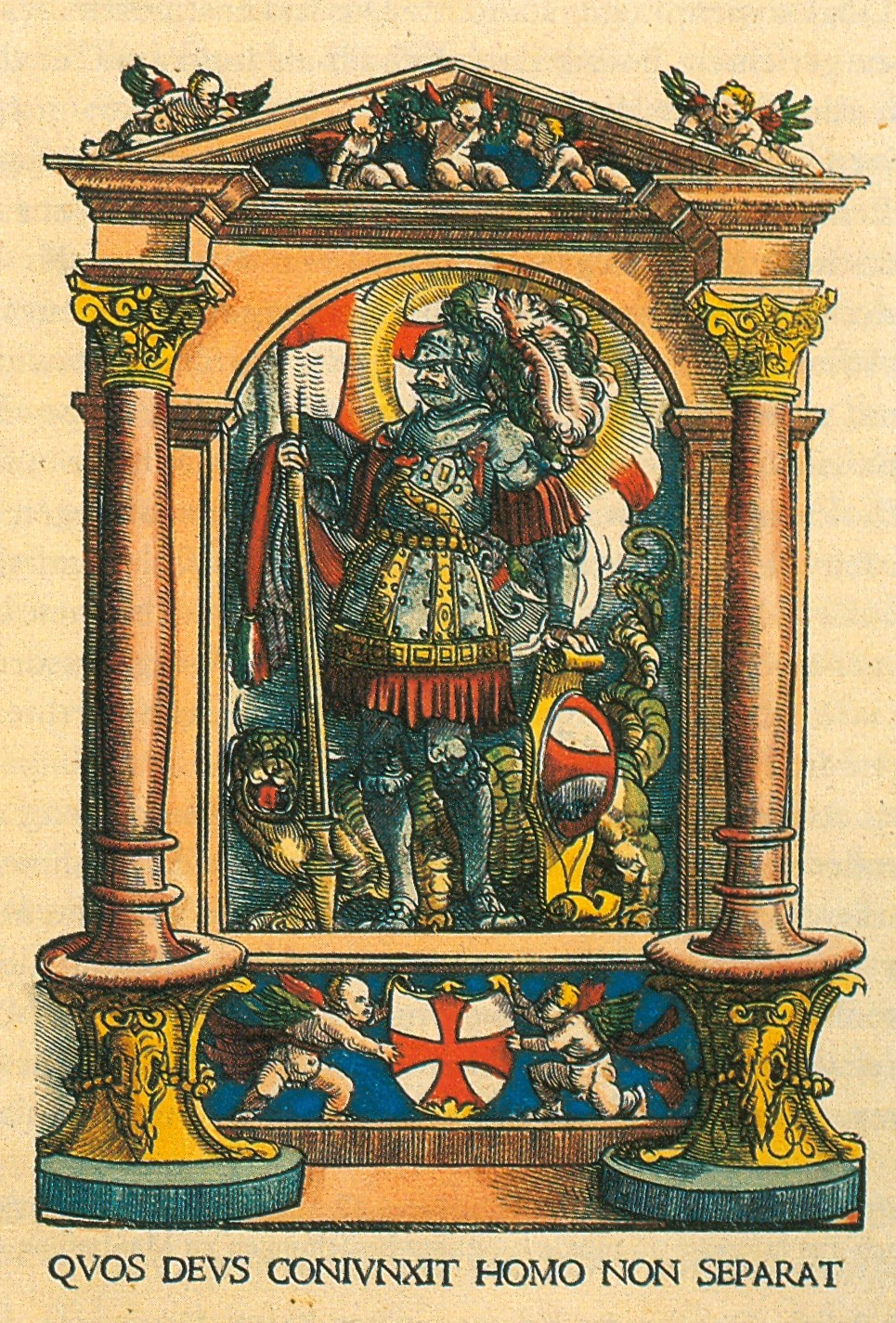
Escudo de la Liga de Suabia, 1522 San Jorge con bandera. Dos amorcillos sostienen el escudo de armas, una cruz roja sobre un campo blanco. El lema: A quien Dios une, el hombre no separa. Grabado en madera en color del taller de Hans Burgkmair, escaneado de: Horst Carl: The Swabian League 1488-1534. Paz y cooperativas en la transición de la Baja Edad Media a la Reforma. Leinfelden-Echterdingen, 2000; RDSI 3-87181-424-5. pág.453

La Liga de Suabia (Schwäbischer Bund) fue creada el 14 de febrero de 1488, en la Dieta del Imperio en Esslingen am Neckar con el permiso del emperador Federico III de Habsburgo entre varios príncipes del sur de Alemania. Estaba dirigida por el duque del Tirol y el conde Everardo V de Wurtemberg y varios nobles de menor importancia, tales como Werdenberg, Fürstenberg, Waldburg, Zollern, etc. La ciudad de Ulm fue elegida como sede principal de la liga. La Liga de Suabia fue un paso importante en la reforma de las instituciones administrativas del Sacro Imperio Romano Germánico y el federalismo, y dio pruebas de su eficacia en la represión de la Guerra de los Campesinos.

## Formación de la Liga
Durante el siglo XV, la nobleza de Suabia deseaba participar en la lucha política contra las ciudades usurpadas en sus derechos y creó una situación que amenazaba con hundir el ducado en la anarquía. El emperador Federico III de Habsburgo propuso reunir a las ciudades y la nobleza de la Liga Mayor de Suabia. Esta coalición, a la que el emperador concedió una constitución, comprendía cuatro grupos principales: veintidós ciudades de Suabia, la orden del Caballero de la Liga de San Jorge, Segismundo de Austria archiduque de Austria Anterior y la de Everardo V, que se convirtió en comandante en jefe de la Liga de Suabia. La Gran Liga de Suabia tenía una fuerza militar de más de 13.000 hombres.

## Las intervenciones militares en la Liga de Suabia
La Liga de Suabia participó en muchas campañas militares, que se pueden resumir de la siguiente manera:
- Participó en la guerra de Suabia de 1499 y fue derrotada en las batallas alrededor de Triesen, luego perdió las batallas de Schwaderloh y Dornach.
- En 1512 las tropas de la Liga asaltaron la ciudadela de Hohenkrähe im Hegau (Hilzingen) para poner fin al separatismo de la nobleza local, y en 1519 se condenó al duque de Wurtemberg, Ulrico, que había tratado de apoderarse por la fuerza de la ciudad libre de Reutlingen.
- En 1523 se alzó contra la caballería de Franconia al mando de Hans von Thomas Absberg.
- La guerra de los campesinos estalló en 1524 y, después de que el duque de Lorena, derrotara a los campesinos en Alsacia en 1525. Los ejércitos de la Liga marcharon en 1526 contra de los campesinos insurrectos en Salzburgo.